# Rob Epstein
Rob Epstein, właśc. Robert P. Epstein (ur. 6 kwietnia 1955 w New Brunswick) – amerykański reżyser, scenarzysta i producent filmowy. Dwukrotny zdobywca Oscara za najlepszy pełnometrażowy film dokumentalny za filmy Czasy Harveya Milka (1984) i Wspólna sprawa (1989).

## Życiorys
Realizował głównie filmy dokumentalne, choć ma w dorobku również dwie pełnometrażowe fabuły, obydwie nakręcone wspólnie z Jeffreyem Friedmanem: Skowyt (2010) o poecie Allenie Ginsbergu oraz Królowa XXX (2013), biografia gwiazdy porno Lindy Lovelace. 
Często podejmuje tematy gejowskie. Debiutował w 1978 Word Is Out: Stories of Some of Our Lives. Pierwszego Oscara w kategorii dla dokumentu pełnometrażowego otrzymał za Czasy Harveya Milka (1984). Jego bohaterem był amerykański polityk Harvey Milk, pierwszy mężczyzna otwarcie przyznający się do swojej homoseksualnej orientacji wybrany do Rady Miasta San Francisco. Drugiego dostał za nakręconą wspólnie z Friedmanem, z którym współpracuje od 1987, Wspólną sprawę (1989).

## Filmografia
- Word is Out: Stories of Some of Our Lives (1978, reżyseria)
- Czasy Harveya Milka (The Times of Harvey Milk, 1984, reżyseria, produkcja)
- The AIDS Show (1986, reżyseria, produkcja)
- Wspólna sprawa (Common Threads: Stories from the Quilt, 1989, reżyseria, produkcja, scenariusz)
- Where Are We? Our Trip Through America (1989, reżyseria, produkcja)
- W filmowej szafie (The Celluloid Closet, 1995, reżyseria, produkcja, scenariusz)
- Paragraf 175 (Paragraph 175, 2000, reżyseria, produkcja)
- Underground Zero (2002, segment Isaiah's Rap, reżyseria, produkcja)
- Crime & Punishment (2002, telewizja, reżyseria, produkcja)
- An Evening with Eddie Gomez (2005, reżyseria)
- Ten Days That Unexpectedly Changed America: Gold Rush (2006, telewizja, reżyseria)
- Skowyt (Howl, 2010, reżyseria, scenariusz)
- Królowa XXX (Lovelace, 2013, reżyseria)